# إدوارد مديلهام (أمير ويلز)

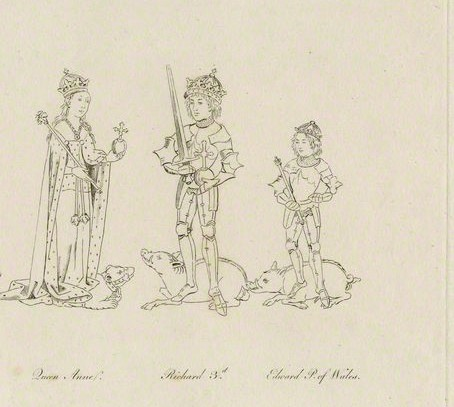
عائلة ريتشارد

إدوارد مديلهام (ديسمبر 1473- 9 أبريل 1484) كان أمير ويلز ودوق كورنوال وإيرل تشيستر ،و إيرل ساليسبري , و فارس من فرسان الرباط ووالديه هما ريتشارد الثالث ملك إنجلترا وآن نيفيل وجده هو ريتشارد يورك المطالب بالعرش إنجلترا. ولد 1473 في قلعة ميدلهام القربية من مدينة يورك و أخذ لقب أمير ويلز عام 1483 ، يعتبر إدوارد آخر أمراء ويلز من عائلة بلنتجنت فقد توفى عام 1484 قبل والده بسنة بمرض السل ودفن ريتشارد ابنه في مكان مجهول.